# Pseudotriccus pelzelni
El tiranuelo bronceado (Pseudotriccus pelzelni), también denominado tirano-enano bronceado (en Ecuador), tiranuelo broncioliva (en Colombia), tirano-pigmeo bronceado (en Perú) o atrapamoscas pigmeo bronceado, es una especie de ave paseriforme de la familia Tyrannidae perteneciente al género Pseudotriccus. Es nativa de Panamá y de la región andina del noroeste y oeste de América del Sur.

## Distribución y hábitat
Se distribuye desde el este de Panamá y noroeste de Colombia, a lo largo de los Andes de Colombia y Ecuador y localmente al oriente de los Andes del norte de Perú.
Esta especie es considerada bastante común pero inconspícua en su hábitat natural: el sotobosque de selvas subtropicales y tropicales montanas y de estribaciones entre los 600 y los 2000 m de altitud.

## Sistemática

### Descripción original
La especie P. pelzelni fue descrita por primera vez por los ornitólogos polaco Władysław Taczanowski y alemán Hans von Berlepsch en 1885 bajo el mismo nombre científico; la localidad tipo es «Machay y Hacienda Mapoto, Tungurahua, Ecuador».

### Etimología
El nombre genérico masculino «Pseudotriccus» se compone de las palabras del griego «ψευδος pseudos»: ‘falso’, y «τρικκος trikkos»: ‘pequeño pájaro no identificado;’ en ornitología, triccus significa «atrapamoscas tirano»; y el nombre de la especie «pelzelni», conmemora al ornitólogo austríaco August von Pelzeln  (1825–1891).

### Taxonomía
Puede ser conespecífico con Pseudotriccus simplex. Las subespecies berlepschi y annectens intergradan en las laderas del centro oeste colombiano.

### Subespecies
Según la clasificación del Congreso Ornitológico Internacional (IOC) y Clements Checklist/eBird se reconocen cuatro subespecies, con su correspondiente distribución geográfica:
- Pseudotriccus pelzelni berlepschi Nelson, 1913 – este de Panamá (Cerro Pirre, Cerro Tacarcuna) y noroeste de Colombia (Andes occidentales hacia el sur hasta Valle y parte norte de los Andes centrales).
- Pseudotriccus pelzelni annectens (Salvadori & Festa, 1899) – suroeste de Colombia (al sur desde Cauca) y noroeste de Ecuador (al sur hasta El Oro).
- Pseudotriccus pelzelni pelzelni Taczanowski & Berlepsch, 1885 – Andes orientales de Colombia y este de Ecuador.
- Pseudotriccus pelzelni peruvianus J. Bond, 1947 – localmente a oriente de los Andes de Perú (Amazonas hacia el sur hasta Cuzco).